# Maison Ernest-Cormier
La maison Ernest-Cormier est une résidence située au 1418, avenue des Pins Ouest à Montréal que l’architecte Ernest Cormier a fait construire en 1930-31 pour son propre usage. Elle a été classée monument historique en 1974. L'ancien premier ministre du Canada Pierre Elliott Trudeau en fut le propriétaire de 1980 jusqu'à sa mort en 2000.

## Description
L'architecte montréalais Ernest Cormier réalise une résidence aux lignes sobres qui intègre un agencement de dégradés et de retraits, tout en mettant l’accent sur la verticalité de la composition. La grande fenêtre verticale en façade, surmontée de motifs floraux stylisés, traduit bien cet esprit. De plus, l’utilisation du béton armé dans un bâtiment résidentiel est innovatrice pour l’époque. 

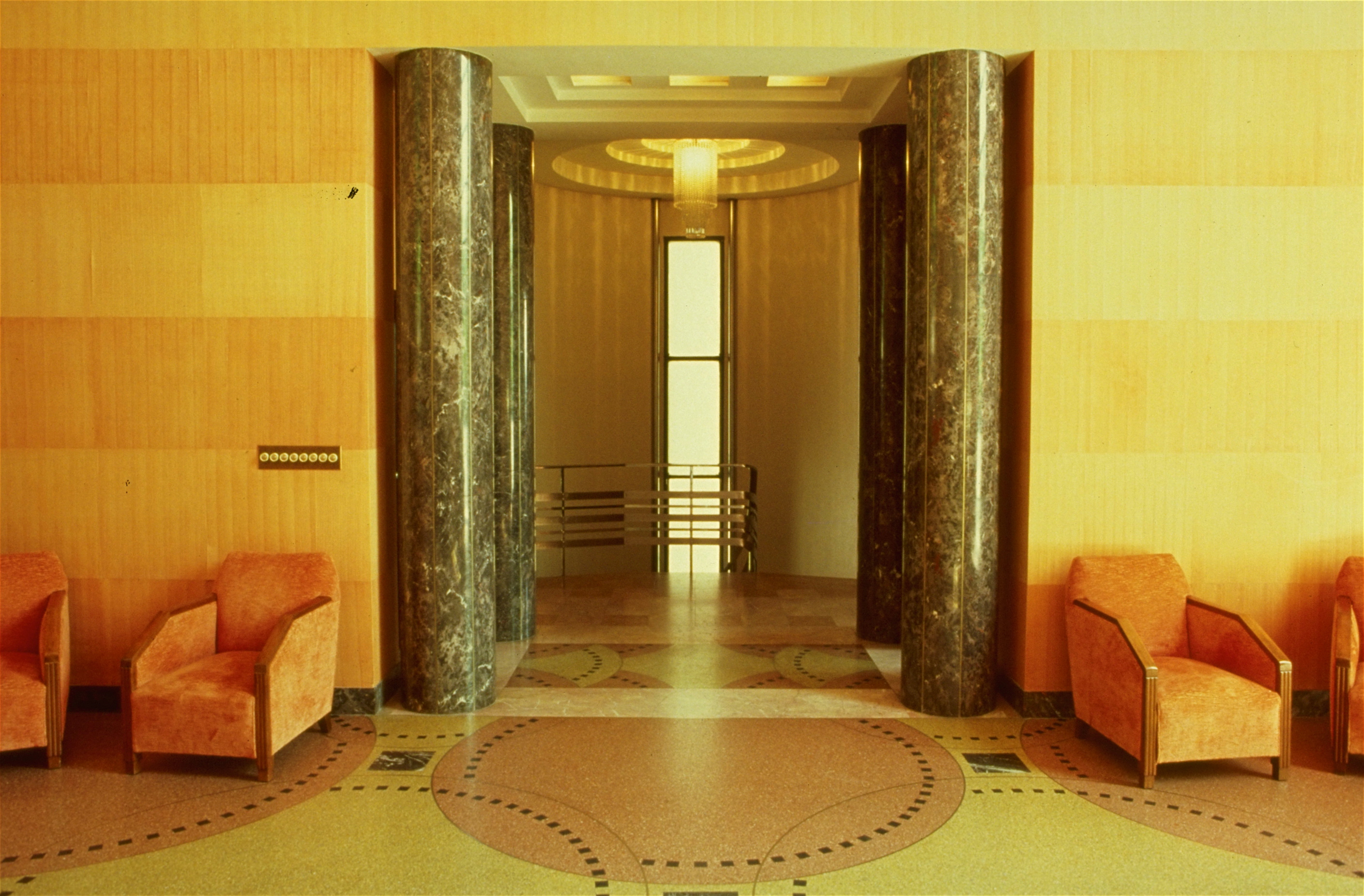
Vue de l'intérieur

La construction de la maison suit de près celle du pavillon principal de l’Université de Montréal, du même architecte et dont la tour apparaît en miniature dans les mains d’une muse, au-dessus de l’entrée. Ce serait la dernière grande maison bourgeoise à être construite dans le Mille carré doré. 
La demeure fut classée monument historique le 11 juin 1974 en vertu de la Loi sur les biens culturels du Québec. Les meubles de la résidence ont aussi été classé œuvre d'art à la même date. Il s'agit de l'un des trois biens du patrimoine moderne, avec le mausolée des Évêques-de-Trois-Rivières et Habitat 67 à avoir été classé durant la vie de son concepteur. La résidence a été restaurée en 1982-83.
L'ancien premier ministre du Canada Pierre Elliott Trudeau en fut le propriétaire de 1980 jusqu'à sa mort en 2000.
|  |